# Ptosi mamària
La ptosi mamària o la caiguda del pit és una conseqüència natural de l'envelliment. El grau de caiguda dels pits de la dona i el grau de ptosi depèn de molts factors. Els factors clau que influeixen en la ptosi mamària durant la vida de la dona són el tabaquisme, el nombre d'embarassos, la gravetat, l'alt índex de massa corporal, la mida de la copa i el canvi de pes significatiu.
Les dones postmenopàusiques o les persones amb deficiències de col·lagen (com la síndrome d'Ehlers-Danlos) poden experimentar una ptosi augmentada a causa de la pèrdua d'elasticitat de la pell. Moltes dones i professionals de la medicina creuen erròniament que la lactància materna augmenta la caiguda. També es creu comunament que la pròpia mama ofereix un suport insuficient i que portar un sostenidor evita la caiguda, però això encara no s'ha comprovat que sigui del tot cert.
Els cirurgians plàstics classifiquen el grau de ptosi avaluant la posició del mugró en relació amb el plec inframamari, el punt en què la part inferior dels pits s'uneixen a la paret toràcica. A l'etapa més avançada, els mugrons es troben per sota del plec i apunten cap al sòl.

## Anatomia del pit de la dona
Anatòmicament, els pits d'una dona no contenen cap múscul, però es componen de teixit glandular tou. Els pits es componen de glàndules mamàries, conductes galactòfors, teixit adipós (teixit gras) i lligaments de Cooper.
Les glàndules mamàries romanen relativament constants durant tota la vida. El teixit adipós envolta les glàndules mamàries i el seu volum variarà normalment durant la vida. Encara que els mecanismes exactes que determinen la forma i la mida de la mama són en gran part desconeguts, la quantitat i la distribució del teixit gras i, en menor mesura, del teixit mamari, causen variacions en la mida, la forma i el volum dels pits. Alguns experts creuen que els lligaments de Cooper, que són teixit connectiu amb el pit, ofereixen algun suport dins dels pits, però no hi ha cap acord sobre si proporcionen suport o simplement divideixen el teixit mamari en compartiments.

## Senyals i símptomes
Al llarg de la vida, els pits d'una dona canvien de mida, volum i posició. En dones amb pits grossos, la caiguda pot ocórrer durant la joventut a causa dels efectes de la gravetat. Pot ser principalment causada pel volum i el pes de les mamelles que són desproporcionades per la seva mida corporal.

### Repercussió del prenyat
Durant l'embaràs, els ovaris i la placenta produeixen estrogens i progesterona. Aquestes hormones estimulen el desenvolupament de 15 a 20 lòbuls de les glàndules secretores de la llet en els pits. Les dones que experimenten embarassos múltiples estiren repetidament la pell durant la lactància. A mesura que els pits de la dona canvien de grandària durant els embarassos repetits, la mida dels seus pits canvia a mesura que les seves glàndules mamàries estan plenes de llet i, a mesura que guanya i perd pes amb cada embaràs. A més, quan la producció de llet s'atura (generalment quan s'ha deslletat un nadó), les voluminoses glàndules mamàries disminueixen en volum, però continuen afegint molta fermesa a la mama. Una revisió del 2010 va revelar que l'augment de pes durant l'embaràs i la lactància natural no va suposar factors de risc significatius per a la ptosis.

### Dones de mitjana edat
A les dones de mitjana edat, la ptosi mamària és causada per una combinació de factors. Si una dona ha estat embarassada, els canvis hormonals després del part faran que les seves glàndules mamàries esgotades s'atrofiïn. El teixit mamari i els lligaments suspensius també es poden estirar si la dona té sobrepès o es perd i guanya pes. Quan aquests factors estan en joc, el pit prolapsa o cau cap endavant. En una dona amb els pits caiguts, la part inferior de la pell de la mama es plega sobre el plec inframamari i se situa contra la paret toràcica. El complex arèola-mugró tendeix a moure's cap a la part inferior del pit en relació amb el plec inframamari. El mugró de la mama també pot tendir a apuntar cap avall.

### Dones postmenopàusiques
A les dones postmenopàusiques, l'atròfia del pit es veu agreujada per la inelasticitat de la pell envellida. Això es deu en part a la reducció dels estrogens, que afecta tots els teixits del cos, inclòs el teixit mamari. La pèrdua d'estrogens redueix la mida i la plenitud dels pits. El estrogen també és essencial per mantenir una proteïna fibrosa anomenada col·lagen, que constitueix gran part del teixit connectiu de la mama.

## Causes

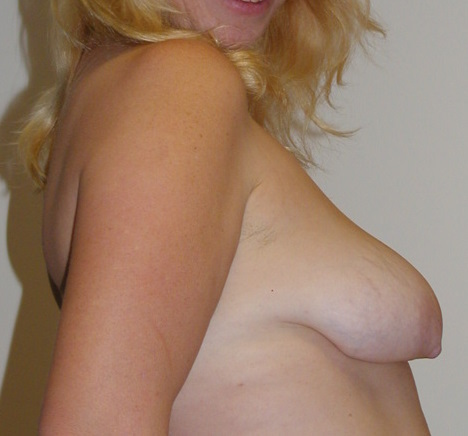
Ptosi mamària avançada, on el mugró està per sota del plec inframamari

El cirurgià plàstic Brian Rinker, de la Universitat de Kentucky, va trobar que moltes dones que havia operat van atribuir els seus pits caiguts a la lactància materna, cosa que també va ser la creença habitual entre els metges. Va decidir esbrinar si això era cert, i entre 1998 i 2006 ell i altres investigadors van entrevistar a 132 dones que estaven buscant augment de pit o aixecaments de pit. Van estudiar l'historial mèdic de les dones, l'índex de massa corporal (IMC), el nombre d'embarassos, la mida de les copes abans de l'embaràs i el tabaquisme. Els resultats de l'estudi es van presentar en una conferència de la Societat Americana de Cirurgians Plàstics (American Society of Plastic Surgeons, ASPS).
Segons la investigació de Rinker, hi ha diversos factors clau. El tabaquisme «descompon una proteïna a la pell anomenada elastina, que dona a la pell juvenil un aspecte elàstic i dona suport a la mama». El nombre d'embarassos va estar fortament correlacionat amb la ptosis, augmentant els seus efectes amb cada embaràs. A mesura que la majoria de les dones envelleixen, els pits van caient naturalment per la gravetat i tendeixen a caure i plegar-se sobre el plec inframamari, el punt inferior de fixació a la paret toràcica. Això és més cert per a les dones de pit més gran. La quarta raó va ser un important guany o pèrdua de pes (més 23 kg). Altres factors significatius van ser el major índex de massa corporal i la mida més gran de la copa del sostenidor.
A l'estudi de Rinker, el 55% de les enquestades va informar d'un canvi advers en la forma de la mama després de l'embaràs. Moltes dones atribueixen erròniament els canvis i els pits caiguts a la lactància materna i, en conseqüència, algunes es mostren reticents a alletar els seus fills. Les investigacions mostren que la lactància materna no és el factor que moltes pensaven que era. Rinker va concloure que «les dones embarassades s'haurien de tranquil·litzar, ja que la lactància materna no sembla tenir un efecte advers sobre l'aparença del pit». També es descompten les causes que afecten la ptosi: l'augment de pes durant l'embaràs i la manca de participació del cos superior en l'exercici regular.
Quan una dona corre, els seus pits es poden moure en tres dimensions: verticalment, horitzontalment i lateralment. El moviment sense restriccions dels pits grans pot contribuir a la seva caiguda al llarg del temps. Els estudis sobre moviments han revelat que quan la dona corre, més del 50% del moviment total de la mama és vertical, el 22% és lateral i el 27% és horitzontal. Un estudi de 2007 va trobar que els sostenidors esportius de tipus encapsulat, en els quals cada copa s'ha modelat per separat, són més efectius que els sostenidors de compressió, que pressionen els pits prop del cos per reduir el moviment total de mama durant l'exercici. Els sostenidors d'encapsulament redueixen el moviment de dos dels tres plans, mentre que els sostenidors de compressió només redueixen el moviment en un sol pla. Prèviament, es creia que una dona amb pits de mida petita i mitjana es beneficiava més d'un sostenidor esportiu de tipus compressiu i les dones amb pits més grans necessitaven un sostenidor esportiu d'encapsulació.

## Graus de ptosi

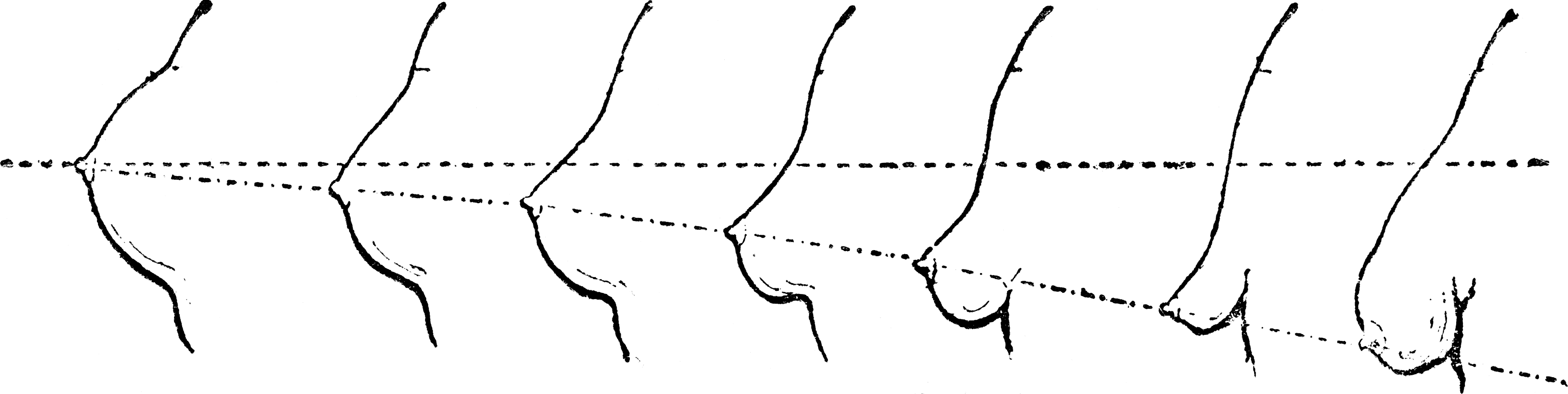
Graus de potsi mamària

Els cirurgians plàstics descriuen el grau de caiguda dels pits utilitzant una escala de ptosi anomenada «Escala de ptosis de Regnault»:
- Grau I. Ptosi lleugera: el mugró es troba al nivell del plec inframamari i per sobre de la major part del teixit inferior del pit
- Grau II. Ptosi moderada: el mugró es troba per sota del plec inframamari, però per sobre de la major part del teixit mamari.
- Grau III. Ptosi avançada: el mugró està per sota del plec inframamari i al nivell de la màxima projecció mamària.
- Pseudoptosi: el mugró es troba a la part superior del plec inframamari, però la meitat inferior del pit cau per sota del plec. Això es manifesta amb més freqüència quan una dona deixa d'alletar, ja que les glàndules mamàries s'atrofien, cosa que fa que la mama caigui.
- Maldistribució parenquimàtica: el teixit inferior del pit no té plenitud, el plec inframamari és molt alt, i el mugró i l'arèola són relativament a prop del plec. Això sol ser una deformitat del desenvolupament.[15]

## Tractament

### Sostenidors

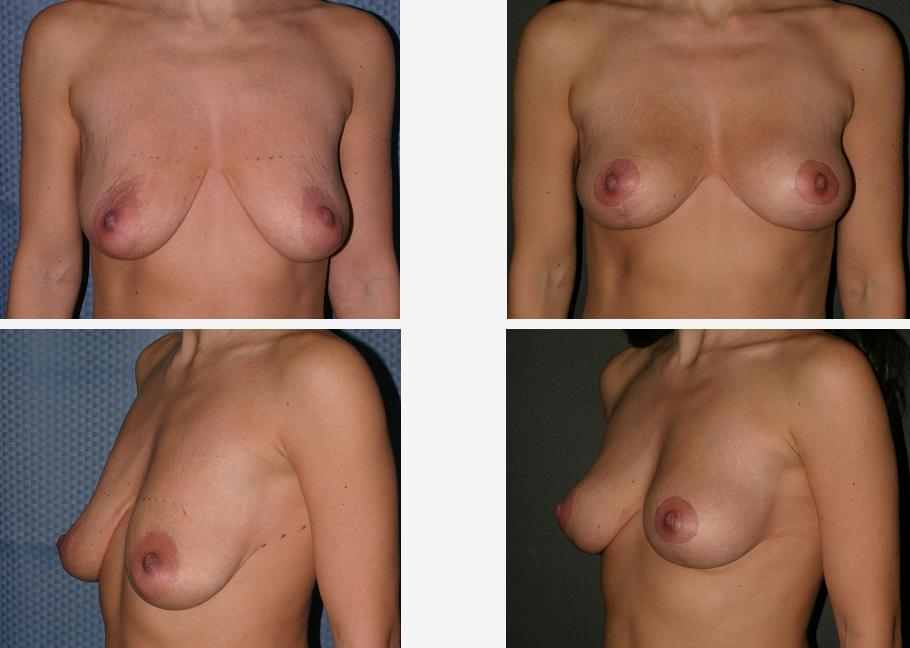
Pits caiguts (esquerra) i pits després d'una mastopèxia (dreta)

Atès que els pits són un òrgan extern i no contenen músculs, l'exercici físic no pot millorar-ne la forma. No estan protegits de forces externes i estan subjectes a la gravetat. Moltes dones creuen erròniament que els pits no es poden sostenir anatòmicament i que portar un sostenidor evitarà que els pits caiguin amb el temps. Els recercadors, els fabricants de sostenidors i els professionals de la salut no poden trobar cap evidència científica que sostingui la idea que dur un sostenidor durant un període aturi la ptosi mamària. Els fabricants de sostenidors tenen cura d'afirmar que els sostenidors només afecten la forma dels pits mentre es porten.

### Cirugia
Algunes dones amb ptosi mamària opten per una cirurgia plàstica per fer que els seus pits no estiguin tan caiguts. Els cirurgians plàstics ofereixen diversos procediments per aixecar els pits caiguts. La cirurgia per corregir la mida, el contorn i l'elevació dels pits caiguts s'anomena mastopèxia. Les dones també poden triar implants de mama o poden triar els dos procediments.
El procediment d'elevació quirúrgica de la mama eleva el teixit parenquimàtic (la massa del pit), talla i redimensiona l'embolcall de la pell, i transposa el complex arèola-mugró a l'hemisferi del pit.
Si és present la caiguda i la dona no opta per la mastopèxia, els implants de mama se situen normalment sobre el múscul per omplir la pell i el teixit de la mama. La col·locació submuscular pot produir deformitats. En aquests casos, l'implant de mama eleva el pit, mentre que el teixit natural del pit penetra sobre l'implant.